# Energobaltic
Energobaltic – polskie przedsiębiorstwo energetyczne, właściciel i operator Elektrociepłowni Władysławowo. Założycielami firmy były spółki PTS Hydromex Sp. z o.o. oraz Przedsiębiorstwo Poszukiwań i Eksploatacji Złóż Ropy i Gazu Petrobaltic S.A. Spółka w całości jest własnością Petrobalticu.

## Prezesi zarządu
- od 27 sierpnia 2020 r. Grzegorz Czesław Dyrmo[3]